# Cynthia Nixon
Cynthia Ellen Nixon (Nova Iorque 9 de Abril de 1966) é uma actriz americana, vencedora dos prémios Tony e Emmy, célebre pela sua interpretação da personagem Miranda Hobbes na sitcom Sex and the City (1998-2004). 
Em 2016 protagonizou o filme de Terence Davies, A Quiet Passion sobre a vida da poeta Emily Dickinson.
Tem dois filhos de um casamento que acabou em 2003 com o fotógrafo Danny Mozes, e atualmente mantém um relacionamento com Christine Marinoni.

## Filmografia
| Ano       | Título                                                               | Título em português | Papel                                                                                 | Notes |
| --------- | -------------------------------------------------------------------- | ------------------- | ------------------------------------------------------------------------------------- | --- |
| 1980      | Little Darlings                                                      |                     | Sunshine                                                                              | Filme |
| 1981      | Prince of the City                                                   |                     | Jeannie                                                                               | Filme |
| 1982      | My Body, My Child                                                    |                     | Nancy                                                                                 | Filme para a televisão |
| 1983      | I Am the Cheese                                                      |                     | Amy Hertz                                                                             | Filme |
| 1984      | Amadeus                                                              |                     | Lorl                                                                                  | Filme |
| 1986      | The Manhattan Project                                                |                     | Jenny Anderman                                                                        | Young Artist Award |
| 1987      | O.C. and Stiggs                                                      |                     | Michelle                                                                              | Filme |
| 1988      | Tanner '88                                                           |                     | Alexandra (Alex)                                                                      | Série de televisão |
| 1988      | TheMurder of Mary Phagan                                             |                     | Doreen                                                                                | Filme |
| 1989      | Let It Ride                                                          |                     | Evangeline                                                                            | Filme |
| 1990      | Law & Order                                                          | Laura di Biasi      | Televisão - episódio: "Subterranean Homeboy Blues"                                    | |
| 1991      | Love, Lies and Murder                                                |                     | Donna                                                                                 | Televisão |
| 1993      | The Pelican Brief                                                    |                     | Alice Stark                                                                           | Filme |
| 1993      | Murder She Wrote                                                     |                     |                                                                                       | Televisão – episódio "Threshold of Fear" |
| 1993      | Addams Family Values                                                 |                     | Heather                                                                               | Filme |
| 1993      | Through an Open Window                                               |                     |                                                                                       | Curta-metragem |
| 1994      | Baby's Day Out                                                       |                     | Gilbertine                                                                            | Filme |
| 1996      | Marvin's Room                                                        |                     | Diretora do asilo                                                                     | Filme |
| 1996      | Early Edition, 1ª temporada, 3º episódio: "Baby", convidada especial |                     | Mulher grávida que entrega dá à luz a gémeos (com ajuda de Chuck) num elevador parado | Série de TV |
| 1999      | The Outer Limits                                                     |                     | Trudy                                                                                 | Televisão - episódio "Alien Radio" |
| 2000      | Papa's Angels                                                        |                     | Sharon Jenkins                                                                        | Filme |
| 2001      | Advice From a Caterpillar                                            |                     | Missy                                                                                 | Filme |
| 2002      | Igby Goes Down                                                       |                     | Sra. Piggee                                                                           | Filme |
| 2003      | Kiss Kiss, Dahlings/The Last Mile                                    |                     |                                                                                       | Filme |
| 1998–2004 | Sex and the City                                                     |                     | Miranda Hobbes                                                                        | Women in Film Lucy Award (com o elenco) Screen Actors Guild Award for\|Prémio do Screen Actors Guild de performance de destaque de elenco em série de comédia (2001) Prémio do Screen Actors Guild de performance de destaque de elenco em série de comédia (2003) Prémio Emmy do Primetime de actriz secundária de destaque - série de comédia (2004) Prémio Emmy do Primetime de actriz secundária de destaque - série de comédia (2002–03) Globo de Ouro de melhor actriz secundária - série, minissérie ou filme de televisão (1999–2000, 2002–03) Prémio do Screen Actors Guild de performance de destaque de elenco em série de comédia (2000, 2002, 2004) Satellite Award de melhor actriz secundária - série de televisão (2002) |
| 2005      | Rabbit Hole                                                          |                     | Becca                                                                                 | Peça teatral Prémio Tony de melhor performance de actriz principal em peça |
| 2005      | Warm Springs                                                         |                     | Eleanor Roosevelt                                                                     | Prémio Emmy do Primetime de atriz principal de destaque - minissérie ou filme |
| 2005      | ER                                                                   | Vítima de derrame   | Televisão                                                                             | |
| 2005      | House MD                                                             |                     | Anica Jovanovich                                                                      | Televisão – episódio "Deception" |
| 2005      | Little Manhattan                                                     |                     | Leslie                                                                                | Filme |
| 2006      | One Last Thing...                                                    |                     | Carol                                                                                 | Filme |
| 2007      | The Babysitters                                                      |                     | Gail Beltran                                                                          | Filme |
| 2007      | Law & Order: Special Victims Unit                                    |                     | Janis                                                                                 | Prémio Emmy do Primetime |
| 2008      | Sex and the City: The Movie                                          |                     | Miranda Hobbes                                                                        | Filme |
| 2009      | Lymelife                                                             |                     | Melissa Bragg                                                                         | Filme |
| 2009      | An Englishman in New York                                            |                     | Penny Arcade                                                                          | Filme |
| 2010      | Sex and the City 2                                                   |                     | Miranda Hobbes                                                                        | Prémio de elenco ShoWest Framboesa de Ouro de pior atriz People's Choice Awards de elenco favorito |
| 2010–2011 | The Big C                                                            |                     | Rebecca                                                                               | Televisão |
| 2011      | Too Big to Fail                                                      |                     | Michele Davis                                                                         | Televisão |
| 2011      | Rampart                                                              | Barbara             | Film                                                                                  | Televisão |
| 2012      | World Without End                                                    |                     | Petronilla                                                                            | Televisão |
| 2012      | 30 Rock                                                              |                     | Ela mesma                                                                             | Episódio "Kidnapped by Danger" |
| 2014      | Hannibal                                                             |                     | Kade Prurnell                                                                         | Série de televisão; 4 episódios |
| 2014      | 5 Flights Up                                                         |                     | Lilly                                                                                 | |
| 2015      | Stockholm, Pennsylvania                                              |                     | Marcy Dargon                                                                          | |
| 2015      | James White                                                          |                     | Gail White                                                                            | |
| 2015      | The Adderall Diaries                                                 |                     | Jen Davis                                                                             | |
| 2016      | A Quiet Passion                                                      |                     | Emily Dickinson                                                                       | |
| 2017      | The Only Living Boy in New York                                      |                     | Judith Webb                                                                           | |
| 2018      | The Parting Glass                                                    |                     | Mare                                                                                  | |
| 2019      | Stray Dolls                                                          |                     | Una                                                                                   | |
| 2020      | Ratched                                                              | Ratched             | Gwendolyn Briggs                                                                      | Série de televisão; elenco principal |
| 2021–2025 | And Just Like That...                                                | And Just That...    | Miranda Hobbes                                                                        | Série de televisão; elenco principal, produtora executiva e diretora |
| 2022      | The Gilded Age                                                       | A Idade Dourada     | Ada Brook                                                                             | Série de televisão; elenco principal |